# آیا موفقیت شکارچی راک را به فساد خواهد کشاند؟ (نمایشنامه)
آیا موفقیت شکارچی راک را به فساد خواهد کشاند؟ (انگلیسی: Will Success Spoil Rock Hunter?) نمایشنامهٔ کمدی غیراقتباسی در سه پرده و چهار صحنه است که به‌دست جرج اکسلرود نوشته شد. پس از اینکه اجرای آزمایشی از ۲۶ سپتامبر ۱۹۵۵ در تئاتر پلیموث آغاز شد، این نمایش از ۱۳ اکتبر در تئاتر بلاسکو برادوی با بازی جین منسفیلد، والتر ماتائو و اورسن بین افتتاح شد. این نمایشنامه که کارگردانی و تهیه‌کنندگی آن بر عهدهٔ جول استاین بود، در ۳ نوامبر ۱۹۵۶ پس از ۴۴۴ اجرا به اتمام رسید.
این نمایشنامه دربارهٔ نویسنده مجله‌ای است که روح خود را به شیطان (در ظاهر نمایندهٔ ادبی) می‌فروشد تا به یک فیلمنامه‌نویس موفق تبدیل شود. شخصیت ریتا مارلو (با بازی جین منسفیلد) یک سمبل جنسی بلوند بی‌روح است، یعنی کنایه‌ای اغراق‌آمیز از مریلین مونرو (که سال قبل در نسخه سینمایی نمایشنامه خارش هفت‌ساله) بازی کرده بود. نام خانوادگی مارلو ادای احترامی است به کریستوفر مارلو، نمایشنامه نویس قرن شانزدهم، که درام دکتر فاستوس را در سال ۱۶۰۴ نوشت، و طرح آن الهام‌بخش نمایشنامه اکسلرود بود.
فیلم محصول ۱۹۵۷ آیا موفقیت شکارچی راک را به فساد خواهد کشاند؟ از عنوان نمایشنامه و شخصیت ریتا مارلو (با تکرار نقش منسفیلد) استفاده کرد. داستان آن در تبلیغات تلویزیونی به طنز تغییر یافت و تونی رندل در نقش راکول پی هانتر، شخصیتی که هرگز در نمایشنامه ظاهر نشد، بازی کرد.